# Barne-Åsaka socken
Barne-Åsaka socken i Västergötland ingick i Barne härad, ingår sedan 1983  i Essunga kommun och motsvarar från 2016 Barne-Åsaka distrikt.
Socknens areal är 25,56 kvadratkilometer varav 25,42 land. År 2000 fanns här 643 invånare. Tätorten Jonslund samt kyrkbyn Åsaka med sockenkyrkan Barne-Åsaka kyrka ligger i socknen.

## Administrativ historik
Socknen har medeltida ursprung. Före den 1 januari 1886 (ändring enligt beslut den 17 april 1885) var namnet Åsaka socken. Häradsnamnet lades till för att skilja från Väne-Åsaka med flera socknar.
Vid kommunreformen 1862 övergick socknens ansvar för de kyrkliga frågorna till Åsaka församling och för de borgerliga frågorna bildades Åsaka landskommun. Landskommunen uppgick 1952 i Essunga landskommun som 1971 ombildades till Essunga kommun som 1974 uppgick i Vara kommun. Området bröts ut därifrån 1983 för att återuppstå som Essunga kommun med något mindre omfång än kommunen hade till 1974. Församlingen uppgick 2002 i Lekåsa-Barne Åsaka församling som 2019 uppgick i Essunga församling. 
1 januari 2016 inrättades distriktet Barne-Åsaka, med samma omfattning som församlingen hade 1999/2000.  
Socknen har tillhört län, fögderier, tingslag och domsagor enligt vad som beskrivs i artikeln Barne härad. De indelta soldaterna tillhörde Skaraborgs regemente, Skånings kompani och Västgöta regemente, Barne kompani.

## Geografi
Barne-Åsaka socken ligger nordväst om Herrljunga med Nossan i väster. Socknen är en slättbygd med inslag av mossar och skog.
1834 brann Barne Åsaka gamla kyrka ner till grunden genom åsknedslag. Den nuvarande Barne-Åsaka kyrka byggdes i sten 1844 och restaurerades 1926. Eftersom prästen hade både Lekåsa och Barne-Åsaka som arbetsområde kallades vägen mellan de båda byarna "prästavägen".

## Fornlämningar
Boplatser och två hällkistor från stenåldern är funna. Från bronsåldern finns spridda gravar och skålgropsförekomster. Från järnåldern finns gravar, domarringar och resta stenar. Två runristningar har påträffats.
En runsten står strax söder om kyrkan med texten ”Rividr reste denna sten efter Kirm, sin son, en mycket god kämpe”. En annan runsten hittades i Abrahamstorp och användes som en så kallad sköljesten i samband med tvätt och sköljning. Den flyttades 1792 till Dagsnäs av en man, som samlade på runstenar. En kopia gjordes på 1970-talet och bekostades av Ernst Dahrén, bygdens store son. Den står idag intill hembygdsstugan i Jonslund. Texten på runstenen lyder: ”Björn reste sten denna efter Tjod, sin bolagsman. Gud hjälpe hans själ och den heliga sankta Maria”. 

## Namnet
Namnet skrevs 1412 Asaka och kommer från kyrkbyn. Namnet har haft flera tolkningar, den nu förespråkade är att det innehåller as, 'asagud' och ek(e), 'ekdunge'.